# Euxoa reuda
Euxoa reuda là một loài bướm đêm trong họ Noctuidae.